# Eric Schneider (Eishockeyspieler)
Eric Schneider (* 15. September 1977 in Calgary, Alberta) ist ein kanadischer Eishockeyspieler, der zuletzt für die Adler Mannheim in der Deutschen Eishockey Liga spielte.

## Karriere
Schneider begann seine Karriere 1995 bei den Tri-City Americans in der kanadischen Juniorenliga WHL, wo er sich zu einem der Leistungsträger entwickelte und zu den punktbesten Stürmern im Team gehörte. Nach zwei Jahren Studium an der University of Calgary, für deren Eishockeyteam er im Spielbetrieb der CIAU, der heutigen Canadian Interuniversity Sport, auf dem Eis stand, spielte der Center für verschiedene Mannschaften in den unteren nordamerikanischen Eishockeyligen.
Im Sommer 2001 unterschrieb der Kanadier einen Vertrag bei den Rochester Americans, dem damaligen Farmteam der Buffalo Sabres. Schneider wechselte jedoch gleich mehrmals den Arbeitgeber und spielte in der Saison 2001/02 neben den Americans auch für die AHL-Clubs Cleveland Barons und Saint John Flames.
Zur Spielzeit 2004/05 unterschrieb der Linksschütze einen Vertrag beim deutschen Traditionsverein ETC Crimmitschau aus der 2. Bundesliga, wo ihm schließlich der Durchbruch gelang und in insgesamt 56 Spielen 74 Scorerpunkte erzielen konnte. Der damals 28-jährige konnte den Abstieg des ETC in die Oberliga dennoch nicht verhindern und schloss sich daraufhin den Bietigheim Steelers an, bei denen er sich erneut steigern konnte und am Ende mit 97 Punkten Topscorer der Saison 2005/06 wurde.
Zur Spielzeit 2006/07 wechselte der Kanadier zu den Hannover Scorpions aus der Deutschen Eishockey Liga, wo er gleich überzeugen konnte, sodass sein Vertrag bis zum Jahr 2010 verlängert wurde. Aufgrund der Gehaltskürzungen bei den Scorpions nutzte Schneider eine Ausstiegsklausel in seinem Vertrag und wechselte vor der Saison 2009/10 zum Ligarivalen Frankfurt Lions.
Im Frühsommer 2010 meldeten die Frankfurt Lions Insolvenz an und ihnen wurde die Lizenz für die Saison 2010/11 verweigert. Schneider hielt sich daraufhin bei DEL-Aufsteiger EHC München fit und erzielte in den ersten fünf Vorbereitungsspielen fünf Punkte (2 Tore und 3 Assists). Er hatte in München einen Vertrag bis 2013, zog sich aber Ende Juni 2012 aufgrund einer Verletzung vom professionellen Eishockeysport zurück und spielte anschließend für eine Amateurmannschaft in der Chinook HL.
Am 19. Januar 2013 nahmen die Hamburg Freezers Schneider bis Saisonende unter Vertrag, womit er wieder aktiv am Eishockeysport teilnahm. 
Am 3. Februar 2014 verpflichteten die Adler Mannheim Schneider bis zum Ende der Saison 2013/14.

## Karrierestatistik
(Legende zur Spielerstatistik: Sp oder GP = absolvierte Spiele; T oder G = erzielte Tore; V oder A = erzielte Assists; Pkt oder Pts = erzielte Scorerpunkte; SM oder PIM = erhaltene Strafminuten; +/− = Plus/Minus-Bilanz; PP = erzielte Überzahltore; SH = erzielte Unterzahltore; GW = erzielte Siegtore; 1 Play-downs/Relegation; Kursiv: Statistik nicht vollständig)